# Delafloxacin
A hazánkban Quofenix márkanéven értékesített delafloxacin egy fluorokinolon antibiotikum, amelyet akut bakteriális bőr- és lágyrész fertőzések kezelésére használnak.

## Orvosi felhasználás
A delafloxacin felnőtteknél az alább jelölt baktériumok által okozott akut bakteriális bőr- és lágyrész fertőzés (ABSSSI) vagy az alább jelölt baktériumok által okozott közösségben szerzett bakteriális tüdőgyulladás (CABP) kezelésére javallott.
Baktériumok, amelyek általában ABSSSI-t okoznak:
- Gram-pozitív mikroorganizmusok: Staphylococcus aureus (beleértve a meticillinrezisztens [MRSA] és a meticillinre érzékeny [MSSA] izolátumokat), Staphylococcus haemolyticus, Staphylococcus lugdunensis, Streptococcus agalactiae, Streptococcus anginosus csoport (beleértve a Streptococcus anginosust, a Streptococcus intermediust, és a Streptococcus constellatust), Streptococcus pyogenes, és Enterococcus faecalis
- Gram-negatív mikroorganizmusok: Escherichia coli, Enterobacter cloacae, Klebsiella pneumoniae, és Pseudomonas aeruginosa.

Baktériumok, amelyek általában CABP-t okoznak: Streptococcus pneumoniae, Staphylococcus aureus (csak a meticillin érzékeny [MSSA] izolátumok), Klebsiella pneumoniae, Escherichia coli, Pseudomonas aeruginosa, Haemophilus influenzae, Haemophilus parainfluenzae, Chlamydia pneumoniae, Legionella pneumophila, és Mycoplasma pneumoniae.
Terhes nőknél nem tesztelték.
Az Európai Unióban felnőtteknél az akut bakteriális bőr- és lágyrész fertőzések (ABSSSI) kezelésére javallt, abban az esetben, ha más, ebben az indikációban elsőként javallt szerek nem hatásosak.

## Mellékhatások
A Quofenix márkanéven értékesített delafloxacin fokozott felügyelet alatt álló gyógyszer. Per os és intravenás delafloxacin expozícióval végzett ABSSSI Fázis 2 és Fázis 3 vizsgálatokban jelentett leggyakoribb mellékhatások a hasmenés és a hányinger voltak. Gyakori mellékhatás még a fejfájás, viszketés, hypertransaminasaemia, gombás fertőzés, illetve az injekció/infúzió helyén kialakuló reakciók.
A kinolon osztályba tartozó antibiotikumokra, főként a kiindulási vegyületként szolgáló nalidixsavra jellemző mellékhatás, hogy fototoxicitást okoznak. A fluorokinolonok esetében ezek a reakciók gyakrabban társulnak specifikus vegyületekhez, mint például a lomefloxacinhoz, a klinafloxacinhoz, a szitafloxacinhoz és a sparfloxacinhoz. Egy klinikai vizsgálat (Fázis I.) során a delafloxacin egyetlen vizsgált hullámhosszon (200-400 nm) sem mutatott klinikailag szignifikáns fototoxikus potenciált.

## Interakciók
Mint a többi fluorokinolon, a delafloxacin kelátot képez a fémekkel, beleértve az alumíniumot, a magnéziumot, a vasat, és a cinket, valamint a szukralfáttal, illetve a két- és háromértékű kationokkal, mint a didanozin; együtt alkalmazása antacidokkal, néhány étrend-kiegészítővel vagy ezen ionok bármelyikével pufferelt gyógyszerekkel befolyásolni fogja a delafloxacin rendelkezésre álló mennyiségét.

## Farmakológia
Normál dózis esetén a felezési idő 8 óra. A gyógyszer 65%-a vizelettel, többnyire nem metabolizált formában, 28%-a pedig székleten keresztül ürül ki. Súlyos vesebetegségben szenvedőknél a clearance csökken.
A delafloxacin aktívabb (alacsonyabb MIC90 értékkel jellemezhető), mint más kinolonok a Gram-pozitív baktériumok, mint például a meticillinrezisztens Staphylococcus aureus (MRSA) ellen. A legtöbb elfogadott fluorokinolonnal szemben, amelyek ikerionosak, a delafloxacin anionos jellegű, aminek következtében tízszer nagyobb koncentrációban halmozódik fel mind a baktériumokban, mind a sejtekben savas pH esetén. Úgy gondolják, hogy ez a tulajdonság előnyt jelent a Staphylococcus aureus savas környezetben történő eradikálásában, beleértve az intracelluláris fertőzéseket és a biofilmeket is.

## Rezisztencia
A fluorokinolokkal szemben gyors rezisztencia alakul ki, annak következtében, hogy a DNS-giráz és/vagy a topoizimeráz IV. kinolon rezisztencia-meghatározó régióiban pontmutáció történik. Az efflux pumpák túltermelése, és a plazmid által közvetített fluorokinolon-rezisztencia is egyre nagyobb gondot jelent. Azonban a delafloxacin számos olyan baktériummal szemben, amelyek fluorokinolon-rezisztenciát mutatnak, fenntartja klinikailag hasznos aktivitását.

## Kémia
Kémiai neve: 1-dezoxi-1(metilamino)-D-glicitol, 1-(6-amino-3,5-difluorpiridin-2-il)-8-klór-6-fluor-7-(3-hidroxiazetidin-1-il)-4-oxo-1,4-dihidrokinolin-3-karboxilát (só).
A delafloxacin injektálható formáját a hatóanyag meglumin sójaként értékesítik, és ezt tükrözi a delafloxacin meglumin név is; az injekciós készítmény ciklodextrint (szulfobutilbetadex-nátriumot) is tartalmaz.
Szerkezete 3 fő szempontból különbözik a többi fluorokinolontól:
- 7-es helyzetben lévő bázikus csoport hiányának köszönhetően gyenge sav, ezért semleges pH-n anionos formában van jelen (és nem ikerionos, mint a legtöbb más fluorokinolon),
- 8-as helyzetben lévő klór addíció, amely elektronszívó csoport az aromás gyűrűn, polaritást és fokozott aktivitást ad a molekulának,
- N1-es helyzetű, terjedelmes heteroaromás szubsztitúció, amely nagyobb molekulafelületet kölcsönöz a delafloxacinnak, mint a legtöbb más fluorokinolonnak van.

Ezek a szerkezeti jellemzők közvetlenül befolyásolják a delafloxacin aktivitását és megmagyarázhatják annak megnövekedett hatékonyságát savas pH-nál más fluorokinolonokhoz képest, amelyek aktivitása csökken savas környezetben.

## Története
A delafloxacin ABT-492, RX-3341 és WQ-3034 néven volt ismert fejlesztés alatt.
A Rib-X Pharmaceuticals 2006-ban szerezte meg a delafloxacint a Wakunaga Pharmaceuticaltól. A Rib-X-et 2013-ban Melinta Therapeutics-ra nevezték át. A Melinta Therapeutics (korábban Rib-X Pharmaceuticals) fejlesztette és forgalmazta, amely később (2017-ben) egyesült a Cemprával.
A Melinta a Menarini Therapeutics-al (2017. március) és az Eurofarma Laboratórios-al (2015. január) kereskedelmi és forgalmazási megállapodásokat kötött a delafloxacin nemzetközi kereskedelmi forgalomba hozatala érdekében. A Menarinivel kötött megállapodás lehetővé teszi a számukra a kereskedelmet és a terjesztést 68 országban, többek között Európában, Kínában és Dél-Koreában. Az Eurofarma-val kötött hasonló megállapodás lehetővé teszi a kereskedelmet Brazíliában.
A delafloxacin kulcsfontosságú klinikai vizsgálatait Melinta végezte el a bőr- és lágyrész fertőzések, valamint a komplikált bakteriális fertőzések és a komplikáció nélküli gonorrhoea indikációban.
A delafloxacint az FDA 2017 júniusában hagyta jóvá, miután 1042 akut bakteriális bőr- és lágyrész fertőzésben szenvedő betegen végzett két vizsgálatban sem volt alacsonyabb hatásosságú a vankomicinnál és az aztreonamnál.

## Fordítás
Ez a szócikk részben vagy egészben  a   Delafloxacin című angol Wikipédia-szócikk ezen változatának fordításán alapul.  Az eredeti cikk szerkesztőit annak laptörténete sorolja fel. Ez a jelzés csupán a megfogalmazás eredetét és a szerzői jogokat jelzi, nem szolgál a cikkben szereplő információk forrásmegjelöléseként.